# Ministerium für Nationale Bildung
Das Ministerium für Nationale Bildung (türkisch Millî Eğitim Bakanlığı) ist ein Ministerium der Regierung der Republik Türkei. Das Ministerium regelt die Angelegenheiten von öffentlichen und privaten Schulen von der Vorschulerziehung bis zu den Gymnasien. Auf der Ebene der 81 Provinzen und der 957 Kreise der Türkei gibt es Direktorate für Nationale Bildung, die sowohl den Gouverneuren oder Landräten als auch dem Ministerium unterstellt sind.

## Geschichte
Mit der Eröffnung der Großen Nationalversammlung der Türkei am 23. April 1920 wurde die Einrichtung eines Bildungsministeriums am 2. Mai 1920 beschlossen. Es war eines von 11 Ministerien. Das Ministerium hatte 21 Mitarbeiter in vier Abteilungen: Grundschule, Mittelschule, Kultur und Statistik.
1923 wurde das vom Osmanischen Reich stammende Bildungsministerium (Maarif Vekâleti) in Istanbul geschlossen und das Ministerium in Ankara ausgebaut. Es hatte 11 Abteilungen. Mit dem Gesetz 2287 aus dem Jahre 1933 erfolgte eine Reorganisation. Im Laufe der Zeit wechselte der Name des Ministeriums (mit oder ohne Zusatz „national“) und es gab auch Zeiten, in denen es ein Teil von anderen Ministerien war: vom 28. Dezember 1935 – 21. September 1941 war es das Kultusministerium und von 1983 bis 1989 war es das Ministerium für Nationale Bildung, Jugend und Sport.

## Aufbau des Ministeriums
Das Ministerium wurde durch die Verordnung mit Gesetzeskraft (tr. Kanun Hükmünde Kararname) Nr. 190 (veröffentlicht im Amtsblatt 28054 vom 14. September 2011) neu geordnet. Mit Artikel 44 wurde das bis dahin bestehende Gesetz 3797 vom 30. April 1992 aufgehoben. Danach wurden die Dienstleistungen nicht mehr in Haupt- und Hilfsleistungen unterschieden. Einige Direktorate für Nationale Bildung in den Provinzen wurden zusammengelegt und an einigen Orten wurden Oberdirektorate für Nationale Bildung geschaffen. Die in der Zentrale existierenden Direktorate für Vorschule und Grundschule wurden zu einem Direktorat der Grundausbildung zusammengefasst. Unter den verschiedenen Direktoraten (für besondere Angelegenheiten) gibt es auch ein Direktorat für die Europäische Union und auswärtige Beziehungen (tr: Avrupa Birliği ve Dış İlişkiler Genel Müdürlüğü).
Im Ministerium gibt es drei Hauptabteilungen: zentrale Organisation, lokale Organisation (genannt „taşra“ = auf dem Lande) und die Auslandsorganisation. Es gibt einen Minister (seit dem 10. Juli 2018 Ziya Selçuk), vier stellvertretende Minister, einen Staatssekretär und fünf stellvertretende Staatssekretäre, die jeweils für bestimmte Bereiche zuständig sind. Sämtliche Befugnisse (Einstellungen, Versetzungen, Ernennungen, Erlassen von Vorschriften, Entwicklung von Programmen etc.) liegen beim Ministerium. Der wichtigste Ausschuss ist der für Erziehung und Unterricht (tr: Talim Terbiye Kurulu). Er setzt sich aus einem Vorsitzenden und zehn Mitgliedern zusammen. Der Vorsitzende wird für die Dauer von vier Jahren ernannt. Er berät den Minister in allen Fragen des Curriculums.
In den Direktoraten für Nationale Bildung auf Provinzebene gibt es die Abteilungen „Kontrolle“, „Lernmaterial“, „Beratung und Recherche“. Dieses Direktorat ist auch für die Direktorate auf Kreisebene verantwortlich. Die Direktorate für Nationale Bildung auf Kreisebene sind für den Unterricht in der Kreisstadt und den dazugehörenden Dörfern zuständig. Die Direktoren unterstehen dem Landrat und dem Direktor für Nationale Bildung auf Provinzebene. Schulverwaltungen setzen sich in der Regel aus dem Direktor und dem Lehrkörper der Schule zusammen.
In der zentralen Verwaltung des Ministeriums arbeiteten 2011 ungefähr 4.000 Mitarbeiter. Zu dem Zeitpunkt waren dem Ministerium 700.000 Lehrer und 80.000 Mitarbeiter unterstellt. Auf eine parlamentarische Anfrage des Abgeordneten der Republikanischen Volkspartei (CHP) für die Provinz Denizli, Ali Rıza Ertemür, an die damalige Ministerin Nimet Çubukçu sagte diese, dass 2002 insgesamt 635.215 Personen vom Ministerium beschäftigt wurden und sich diese Zahl bis 2010 auf 752.207 gesteigert habe.